# Grace Bediako
Grace Afua Bediako est une statisticienne ghanéenne et ancienne chef du Ghana Statistical Service. Elle est actuellement membre de la Commission nationale de planification du développement (NDPC),.  

## Éducation
Bediako a fait ses études secondaires à la Achimota School et a obtenu son premier diplôme en économie et statistiques de l'Université du Ghana. Elle a obtenu un doctorat en démographie de l'université de Pennsylvanie. Avant d'obtenir son doctorat en 1988, elle a obtenu un diplôme en études démographiques de l'Institut régional d'études démographiques, à Legon, ainsi qu'un certificat d'études supérieures en échantillonnage d'enquête de l'université du Michigan,.  

## Carrière
Grace Bediako a commencé sa carrière en tant que statisticienne gouvernementale. Elle a été nommée à la tête du Ghana Statistical Service et a servi de juin 2004 à juin 2012. Avant sa carrière au gouvernement du Ghana (en), elle a été chef de la Section des statistiques démographiques, Division de statistique des Nations Unies (en) de 2000 à 2004. Elle est actuellement consultante auprès de la Commission nationale de planification du développement (NDPC) et également membre du conseil d'administration de la SADA,,. 

## Prix et distinctions
Bediako a reçu le prix du président de l'Ordre de la Volta pour la fonction publique en 2008. Elle est également membre élue de l'Institut international de statistique.

## Travaux et publications
Bediako a compilé et publié l'enquête économique annuelle. Elle est également responsable de la production de trois grands rapports méthodologiques des Nations Unies : Handbook for Producing a National Statistical Reports on Women and Men, Technical Report on Collecting Economic Characteristics in Population and Housing Censuses, et Trial International Classification for Time-use Activities.  
En tant que statisticienne gouvernementale, elle a dirigé de nombreuses enquêtes, notamment l'enquête sur les niveaux de vie au Ghana, 2005/06; Enquête sur la victimisation criminelle, 2009; et Recensement national de la population et du logement, 2010. Elle a également formulé le plan quinquennal de développement des statistiques du Ghana, qui visait à renforcer les capacités institutionnelles et en ressources humaines des différents ministères, départements et agences avec des liens ainsi que des sources de données pour la compilation des statistiques nationales.  